# Горлов Петро Миколайович
Петро́ Микола́йович Го́рлов (рос. Пётр Николаевич Горлов; *11 (23) травня 1839, м. Іркутськ, Російська імперія — 20 листопада 1915, Санкт-Петербург, Російська імперія) — російський гірничий інженер, дослідник вугільних покладів і організатор промислового вуглевидобутку на Донбасі.
На честь Петра Горлова назване місто Горлівка на Донбасі.

## Біографія
Петро Миколайович Горлов закінчив Петербурзький інститут Корпусу гірничих інженерів і на запрошення купця С. Полякова працював на будівництві Курсько-Харківсько-Азовської залізниці. Працював в «Русском обществе пароходства и торговли», інспектором гірничого промислу на землях Війська Донського, в.о. начальника ІІ Гірничого округу. У статусі надвірного радника Головного гірничого управління командирований в Правління То-ва Південно-Російської кам'яновугільної промисловості (до 1881 р.).
1867 року  південніше Микитівки (нині в межах міста Горлівка), в Бахмутському повіті Катеринославської губернії виявив потужні поклади кам'яного вугілля, які могли забезпечити залізницю паливом. Побудував тут добре оснащений великий рудник «Корсунська копальня» (нині шахта «Кочегарка»). Поблизу копальні з часом виросло робітниче селище, яке на честь Горлова названо Горлівка (нині місто). У 1872 році на базі рудника створено «Товариство південноросійської кам'яновугільної промисловості», яке збудувало ще кілька шахт і рудників. Побудував перший в Донбасі технічний навчальний заклад — чотирирічне гірниче училище та ін. соціальні заклади.

Пам'ятник П. М. Горлову, Горлівка

1874 року Петро Горлов виступив одним з ініціаторів створення підприємницької організації — З'їздів гірничопромисловців Південної Росії.
З кінця 1870-х до середини 1880-х років мешкав у Харкові, де стає співзасновником багатьох акціонерних товариств, обирався гласним міської думи. За проектом Горлова та під його керівництвом побудована унікальна будівля Харківської біржі.
У 1880—1890-х роках за дорученням гірничого департаменту міністерства землеробства і державних маєтностей досліджував вугільні поклади Кавказу, Уссурійського краю та Середньої Азії й організовував там вуглевидобуток. Останні дні провів у Санкт-Петербурзі. Нагороджений орденами св. Анни, св. Станіслава та ін. почесними відзнаками. Одружений з дочкою французького підданого Софією Петрівною (до шлюбу Міллер), мав 7 дітей

## Пам'ять
На згадку про Петра Горлова залишилося місто, що носить його ім'я — Горлівка. Ім'ям Горлова також названо два гірських перевали. Зокрема, у 1989 році група гірських туристів, користуючись правами першопрохідців, назвала його ім'ям перевал на Південному відрозі Заалайського хребта Північно-Східного Паміру, а 1991 року ім'я П. М. Горлова дістав хребет у районі Східної частини Центрального Тянь-Шаню.
У 1999 році в центрі Горлівки встановлено пам'ятник засновнику міста, вклонитися якому приїжджав з Петербурга онук Петра Миколайовича Вадим Петрович Горлов.